# بویاو-گنگووشه
بویاو-گنگووشه (به لهستانی:  Bujały-Gniewosze) یک روستا در لهستان است که در گمینا یابووننا لاتسکا واقع شده‌است.